# SN 2007od
SN 2007od – supernowa typu II-P odkryta 2 listopada 2007 roku w galaktyce UGC 12846. W momencie odkrycia miała maksymalną jasność 14,40m.